# Coandă-1910
O Coandă-1910 foi o primeiro avião com propulsão a jato da História. Construído pelo romeno Henri Coandă e exibido na Segunda exposição aeronáutica internacional de Paris em Outubro de 1910.

## História
Era uma aeronave de design pouco convencional e sua característica principal era seu sistema de propulsão. Empregava um motor do tipo termojato, que é uma tecnologia intermediária entre o motor a pistão e o motor a reação. Utilizava um motor de combustão interna comum que acionava um compressor no lugar de uma hélice. O combustível misturado ao ar comprimido era queimado em duas câmaras de combustão e ejetado pelas suas laterais. Com isto pretendia-se obter a força para impulsionar o avião.
Em 6 de dezembro de 1910, durante um teste no solo, Coandă foi surpreendido pela potência do propulsor e a aeronave decolou. Não conseguiu controlar o aparelho que caiu em chamas.
| “ | Era dia 16 de dezembro de 1910. Eu não tinha intenção de voar neste dia. Minha intenção era checar a operação do propulsor em terra, mas o calor do jato que voltava pra mim era muito maior do que eu esperava, assim fiquei preocupado com a possibilidade do avião se incendiar. Por isso, eu me concentrei em ajustar o propulsor e não percebi que o avião ganhava velocidade rapidamente. Então eu olhei pra frente e vi os muros de Paris se aproximando rapidamente. Não havia nenhum tempo para parar ou para fazer a volta e eu decidi tentar corrigir a rota e continuar. Infelizmente eu não tinha nenhuma experiência de voo e não usei os controles do avião. O avião pareceu fazer uma curva repentina e descer, colidindo com o solo. Primeiramente a asa esquerda bateu no solo e então o avião deu uma cambalhota. Eu não estava usando cinto de segurança e desta maneira, felizmente fui jogado longe da aeronave, que se incendiou. | ” |

Durante este curto voo, Coandă observou que os gases superaquecidos do escape pareciam envolver as laterais do avião muito de perto e imaginou que esta seria a causa do incêndio. Investigou este efeito por muitos anos, como outras pessoas. Hoje este fenômeno é conhecido como efeito Coandă em sua homenagem.
Coandă não prosseguiu com o desenvolvimento do motor a jato. Anos mais tarde o avião italiano Caproni Campini N.1 voou com um motor semelhante e, durante a Segunda Guerra Mundial, o Japão desenvolveu um propulsor também parecido para o Yokosuka MXY-7 Ohka.
Embora o original tenha sido destruído em 1910, o Muzeul Militar National, de Bucareste, tem exposto uma réplica fiel do avião, bem como um grande número de documentos originais, o que permitiu reproduzi-lo com precisão.
| “ | Este moço deveria ter nascido trinta anos depois. | ” |

## Vídeos
- Os sites Google Video e Youtube disponibilizam vídeos sobre o avião Coandă-1910.